# Cornelius Newton Bliss
Cornelius Newton Bliss (26 de enero de 1833 - 9 de octubre de 1911) fue un comerciante y político estadounidense. 
Newton Bliss nació en la ciudad estadounidense de Fall River, Massachusetts. Se educó en su ciudad natal y en Nueva Orleans, donde pronto entró como contable con su padrastro. En 1849 regresó a Massachusetts donde se convirtió en un empleado y, posteriormente, socio de una prominente firma comercial de Boston. Más tarde se trasladó a Nueva York para establecer una sucursal de dicha empresa, originalmente llamada Wright and Whitman hasta 1874, que debido a la muerte del socio principal, el señor John S. Wright y la nueva entrada de socios, la empresa pasó a llamarse Wright, Bliss and Fabyan. En 1881 volvió a cambiar de nombre tras la muerte del segundo principal socio, Eben Wright, pasando a llamarse Bliss, Fabyan & Co., nombre que perduró hasta bien entrado el siglo XX. La empresa llegó a ser uno de los principales mayoristas de telas de Estados Unidos. Además, fue uno de los fundadores y presidente de la American Protective Tariff League. 
De ideología republicana, Bliss llegó a presidir el comité de dicho partido entre 1887 y 1888 y tesorero del Comité Nacional Republicano desde 1892 hasta 1904. Posteriormente, rechazó la oferta de convertirse en el Secretario del Tesoro de los Estados Unidos bajo el mandato del presidente William McKinley, pero sirvió como Secretario del Interior durante la presidencia de McKinley, desde 1897 hasta 1901. Un año antes, en 1900, fue invitado a convertirse en vicepresidente de McKinley, oferta que rechazó. 
Tuvo dos hijos, Lillie P. Bliss (1864-1931), conocida por tener una de las colecciones de arte moderno más grandes de Nueva York y Cornelius Newton Bliss Jr. (1875-1949), comerciante y financiero.